# Jodi-Ann Robinson
Jodi-Ann Robinson, née le 17 avril 1989 à Saint Ann's Bay, est une ancienne joueuse de soccer qui a joué comme milieu de terrain.
Née en Jamaïque de parents jamaïcains, elle déménage au Canada à l'âge de 8 ans. Elle y est naturalisée et choisit ensuite de jouer au niveau international pour l'équipe nationale féminine du Canada.
Elle joue en sélection nationale lors de deux éditions de la Coupe du monde féminine de la FIFA (2007 et 2011) et des Jeux olympiques d'été de 2008.

## Carrière
Le 11 janvier 2013, Jodi-Ann Robinson rejoint le Flash de Western New York pour la saison inaugurale de la National Women's Soccer League,.